# Italiens kommuner

Murkrona av den typ som används för en italiensk kommun.

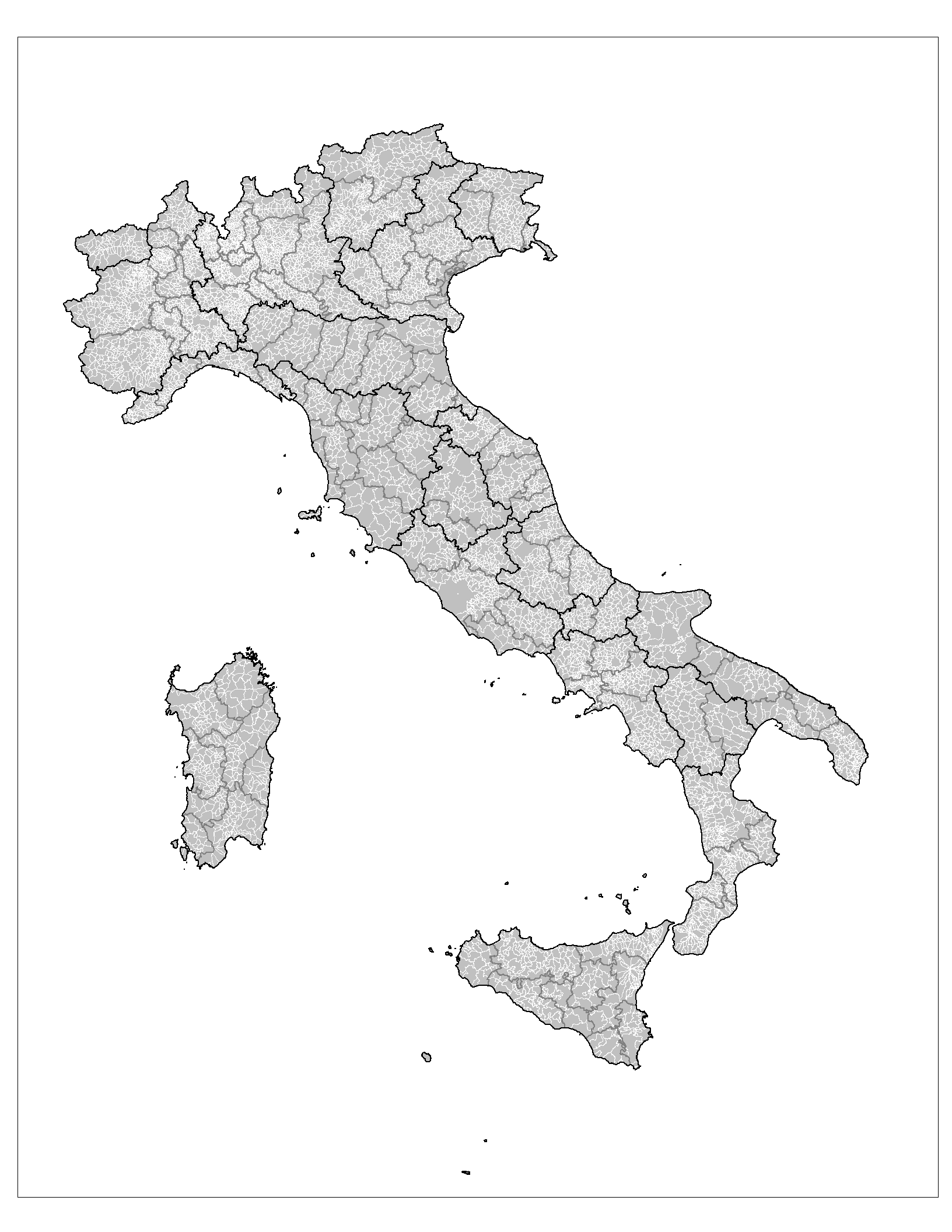
Italiens administrativa indelning. Kommuner (vita gränser), provinser (grå gränser) och regioner (svarta gränser).

Kommun (italienska: comune, plural: comuni) är en administrativ indelning i Italien. 2001 fanns det 8 101 comuni i Italien. De varierar stort i invånarantal och areal. Vissa kommuner är uppdelade i kommundelar, så kallade frazioni (singular: frazione).
Inom en comune administreras många grundläggande samhällsfunktioner som födelse- och dödsfallsregistrering och lagfartsregister. En comune leds av en borgmästare (sindaco), assisterad av en kommunstyrelse (Consiglio Comunale). Byggnaden avsedd för de styrande brukar kallas Municipio eller Palazzo Comunale.